# Cobalt
Cobaltul este un element chimic, metal, cu numărul atomic 27 și simbolul Co. Acest metal a fost izolat pentru prima oară în 1730 de către chimistul suedez George Brandt.

## Detalii
Numele acestui metal poate fi pus în relație cu cuvântul german Kobold (spirit rău). Datorită proprietăților sale feromagnetice cobaltul este folosit pentru fabricarea magneților; oxizii cobaltului sunt folosiți la obținerea unor emailuri albastre (albastru de cobalt) pentru ceramică. Oxizii se mai folosesc și la colorarea sticlei în albastru. O curiozitate este că sărurile higroscopice (de exemplu CoC12) sunt albastre în stare anhidră, și de culoare roz în stare hidratată.

## Izotopi
Izotopul radioactiv Co60 este utilizat la radioterapia cu raze gamma (gammaterapie).

## Proprietăți fizice
Cobaltul face parte dintre metalele care deși sunt relativ puțin răspândite în natura au un rol foarte important în alierea cu alte metale dure. Importanța cobaltului se datorează în primul rând valorii sale, drept component al așa-numitelor aliaje dure: aliaje metaloceramice și aliaje de turnare de tipul steliților, cum și aliaje cu proprietăți specifice deosebite, magnetice, refractare și antiacide.

## Pasivare
Cobaltul, la fel ca și aluminiul, nu reacționează cu acidul azotic:
Co+HNO3 → nu reacționează